# Jezebel (film)
Jezebel is een film uit 1938 onder regie van William Wyler.

## Verhaal
New Orleans, het jaar 1850. In reactie op het feit dat haar verloofde Preston "Pres" Dillard (Henry Fonda), een bankier, heeft geweigerd met haar mee te gaan om een jurk te kopen, besluit Julie Marsden (Bette Davis) een scharlakenrode jurk aan te doen naar een belangrijk bal, waar van ongehuwde vrouwen verwacht wordt dat ze in wit verschijnen. Haar familie en verloofde zijn geschokt, maar niemand kan haar ervan overtuigen haar bevlieging te vergeten.
De entree van Pres en Julie op het bal veroorzaakt schok en minachting bij de aanwezigen, waaronder ook de zwarte slaven. Een blanke die door zijn slaven geminacht wordt is de grootste belediging. Julie beseft eindelijk hoe groot haar sociale blunder is geweest en smeekt Pres om haar weg te nemen, maar tegen die tijd is hij onverbiddelijk. Hij dwingt haar met hem te dansen. De anderen verlaten de dansvloer, en wanneer ze alleen zijn stopt het orkest op instructie van een van de sponsoren van het bal te spelen. Pres beveelt de dirigent echter om door te spelen en hij en Julie voltooien de dans samen, terwijl de mensen om hen heen toekijken.
Na afloop van het bal neemt Pres afscheid van Julie, en blaast hij impliciet de verloving af. Uit nijd slaat Julie hem bij wijze van afscheid in het gezicht. Tante Belle Massey (Fay Bainter) spoort haar aan achter Pres aan te gaan en om zijn vergeving te vragen, maar ze weigert in de overtuiging dat hij bij haar terug zal keren. In plaats daarvan gaat hij voor zaken naar het noorden. Julie sluit zichzelf op in haar huis en weigert bezoek te ontvangen.
Een jaar later keert Pres terug om dr. Livingstone (Donald Crisp) te helpen het stadsbestuur ervan te overtuigen maatregelen te nemen tegen de uitbraak van de gele koorts. Voor Pres haar kan stoppen smeekt Julie hem om vergeving en zijn liefde. Pres stelt haar dan voor aan zijn vrouw Amy (Margaret Lindsay).
Ontzet dringt Julie er bij haar aanbidder, de ervaren duellist Buck Cantrell (George Brent), op aan met Pres te duelleren, maar het plan mislukt. Ted (Richard Cromwell), de onervaren broer van Pres, is degene die de uitdaging aanneemt en in een onverwachte wending komt hij als winnaar uit de bus; Buck wordt doodgeschoten.
Dan gebeurt er iets dat alle eerdere gebeurtenissen overschaduwt. Zoals dr. Livingstone meermalen voorspeld had breekt een dodelijke epidemie van gele koorts uit in de stad, zoals het vele malen eerder gedaan had. Pres loopt de ziekte op en wordt met alle andere slachtoffers in quarantaine gezet op een eiland. Amy bereidt zich voor om, met gevaar voor eigen leven, met hem mee te gaan om voor hem te zorgen, maar Julie houdt haar tegen. Ze zegt de noorderling dat ze niet weet hoe ze moet omgaan met de slaven en zuiderlingen op het eiland. Ze smeekt haar om haar in haar plaats te laten gaan, als een daad van verlossing. Amy wil eerst weten of Pres van haar houdt, of van Julie. Julie verzekert Amy dat hij van haar houdt, omdat zij hem anders van haar had afgepakt. Amy staat het Julie dan toe om met Pres mee te gaan.

## Rolverdeling

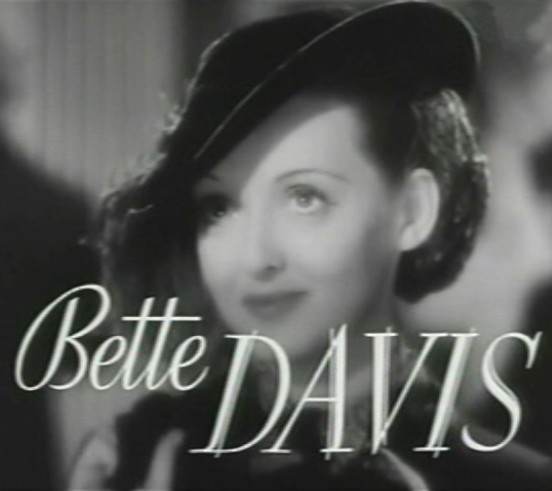
Bette Davis in Jezebel.

| Acteur           | Personage            |
| ---------------- | -------------------- |
| Bette Davis      | Julie Marsden        |
| Henry Fonda      | Preston Dillard      |
| George Brent     | Buck Cantrell        |
| Margaret Lindsay | Amy Bradford Dillard |
| Fay Bainter      | Tante Belle Massey   |
| Donald Crisp     | Dokter Livingstone   |
| Richard Cromwell | Ted Dillard          |

## Oscars
De film won twee oscars. Bette Davis kreeg een Oscar voor Beste Actrice. Actrice Fay Bainter kreeg een Oscar voor Beste Vrouwelijke Bijrol.
De film werd drie keer genomineerd. De film verloor in de categorie Academy Award voor beste productie, muziek en cinematografie.